# Carlos Castaño Panadero
Carlos Castaño Panadero (nascido em 7 de maio de 1979) é um ex-ciclista espanhol que competiu profissionalmente desde 2006. Ele tem suas melhores conquistas em competições de pista, nos 4000 m perseguição por equipes. Nesta disciplina, ele ganhou uma medalha de bronze nos Jogos Olímpicos de Atenas 2004 e no Campeonato Mundial de Ciclismo em Pista de 2004. Terminou em décimo segundo lugar na perseguição individual nas Olimpíadas de 2004.
Em corridas de estrada, ele venceu duas etapas da Vuelta a Burgos em 2005, terminando em terceiro lugar na classificação geral. Em 2006, venceu uma etapa da Volta à Catalunha.

## Resultados olímpicos

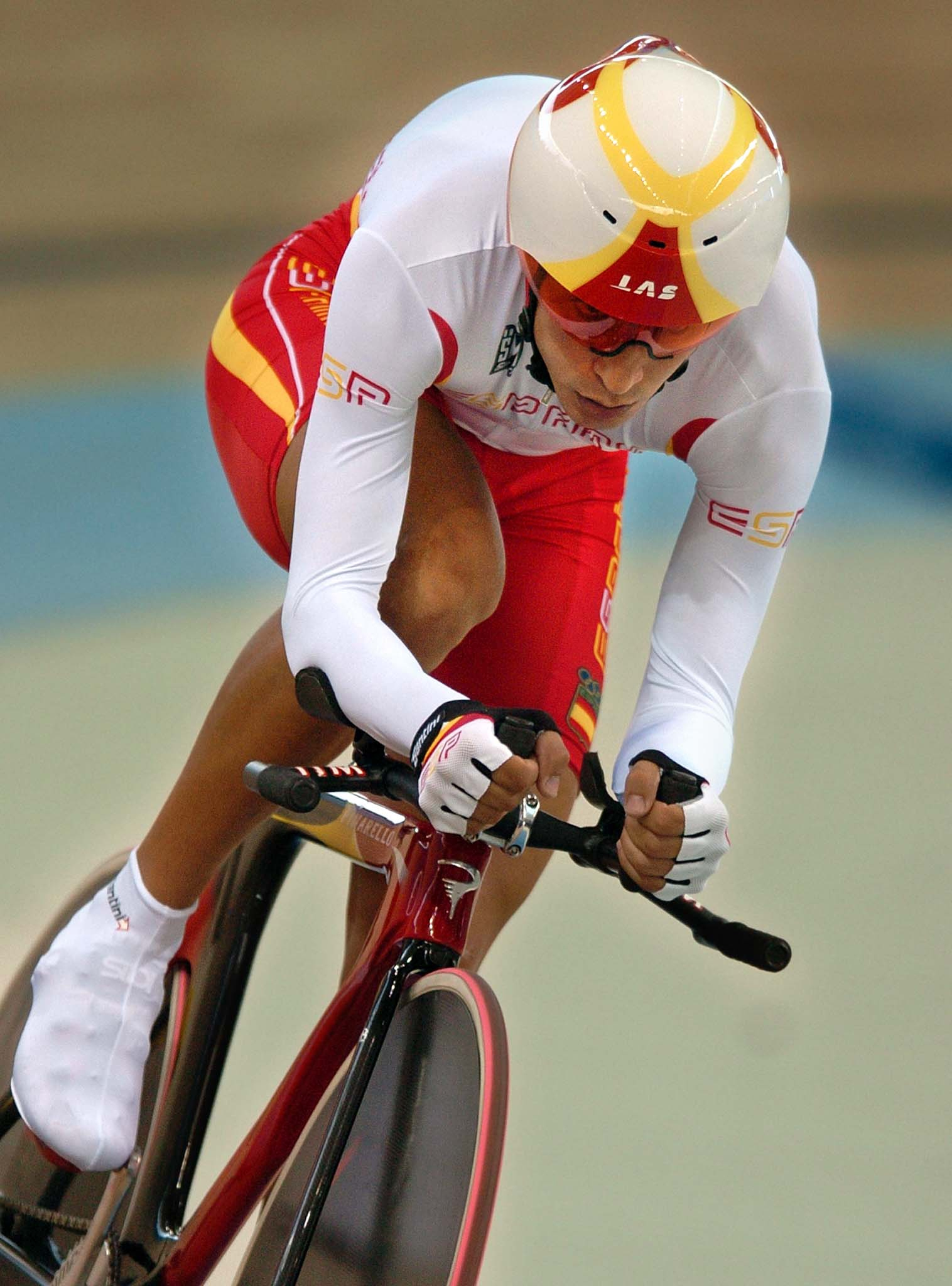
Castaño em 2004

| Jogos              | Idade | Cidade | Esporte  | Evento                           | Equipe  | NOC | Posição | Medalha |
| ------------------ | ----- | ------ | -------- | -------------------------------- | ------- | --- | ------- | ------- |
| Olimpíadas de 2004 | 25    | Atenas | ciclismo | Perseguição individual (4000 m)  | Espanha | ESP | 12      |         |
| Olimpíadas de 2004 | 25    | Atenas | Ciclismo | Perseguição por equipes (4000 m) | Espanha | ESP | 3       | 3       |